# Suminia getmanovi
Suminia getmanovi è un terapside estinto, appartenente agli anomodonti. Visse nel Permiano superiore (circa 260 milioni di anni fa) e i suoi resti fossili sono stati ritrovati in Russia. È considerato uno dei più antichi vertebrati arboricoli.

## Descrizione
Questo animale era di piccole dimensioni, e non doveva superare il mezzo metro di lunghezza. Era dotato di grandi denti, in particolare quelli anteriori, dotati di una singola cuspide con numerose dentellature; questi denti venivano sostituiti nel corso del ciclo vitale. Le orbite erano piuttosto grandi e posizionate vicino all'apertura temporale, separate solo mediante una sottile barra postorbitale. Le zampe anteriori di Suminia erano dotate di un primo dito divergente, forse adatto ad afferrare i rami degli alberi. La coda era lunga e probabilmente prensile, mentre le ossa delle zampe erano notevolmente allungate. Anche il collo era allungato, mentre erano presenti poche vertebre dorsali (Frobisch e Reisz, 2011).

## Classificazione
Descritto per la prima volta nel 1994, Suminia getmanovi è noto per alcuni fossili ritrovati nei pressi di Kotelnich, lungo il fiume Vjatka in Russia. Suminia è stato ascritto agli anomodonti, un gruppo di terapsidi erbivori che svilupparono notevoli adattamenti, soprattutto nel cranio. Suminia, in particolare, è considerato un membro dei Venyukovioidea, di cui facevano parte piccoli animali dal cranio generalmente robusto e con lunghi e forti denti anteriori.

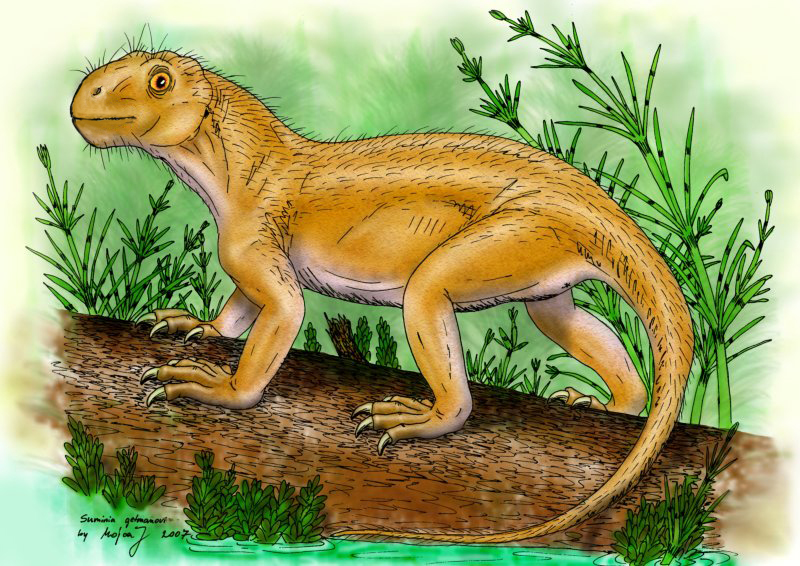
Ricostruzione di Suminia getmanovi

## Paleoecologia
I fossili di Suminia si sono conservati in arenaria, ed è quindi possibile che questo animale vivesse in una regione deltizia; non è però certo il suo habitat, poiché gli esemplari potrebbero essere stati trasportati da un fiume e depositati lontano dal luogo in cui questo animale viveva. I denti di Suminia sono notevolmente usurati, e ciò suggerisce che questo animale si nutriva di piante con alto contenuto di silice. Alcuni studi (Frobisch e Reisz, 2009) indicano che questo animale era arboricolo: la coda prensile, il primo dito allargato e le lunghe zampe sono indizi riguardanti questo stile di vita. Il giacimento fossile in cui sono stati ritrovati i resti di Suminia dimostra che lo stile di vita arboricolo e la suddivisione di risorse di cibo comparvero poco dopo l'iniziale formazione degli ecosistemi di vertebrati terrestri di tipo moderno, con un grande numero di consumatori primari e pochi grandi predatori.